# Hernádpetri
Hernádpetri este un sat în districtul Encs, județul Borsod-Abaúj-Zemplén, Ungaria, având o populație de 242 de locuitori (2011). 

## Demografie
Componența etnică a satului Hernádpetri
     Maghiari (80,15%)
     Romi (19,85%)
Componența confesională a satului Hernádpetri
     Romano-catolici (64,88%)
     Reformați (10,74%)
     Fără religie (9,92%)
     Greco-catolici (3,72%)
     Necunoscută (10,74%)
Conform recensământului din 2011, satul Hernádpetri avea 242 de locuitori. Din punct de vedere etnic, majoritatea locuitorilor (80,15%) erau maghiari, cu o minoritate de romi (19,85%).  Din punct de vedere confesional, majoritatea locuitorilor (64,88%) erau romano-catolici, existând și minorități de reformați (10,74%), persoane fără religie (9,92%) și greco-catolici (3,72%). Pentru 10,74% din locuitori nu este cunoscută apartenența confesională.